# 1039
| 1039               |
| ------------------ |
| Dødsfald - Fødsler |
|                    |

| Gregoriansk kalender | 1039 MXXXIX             |
| Ab urbe condita      | 1792                    |
| Armensk kalender     | 488 ԹՎ ՆՁԸ              |
| Kinesiske kalender   | 3735 – 3736 戊寅 – 己卯 |
| Etiopisk kalender    | 1031 – 1032             |
| Jødisk kalender      | 4799 – 4800             |
| Hindukalendere       |                         |
| - Vikram Samvat      | 1094 – 1095             |
| - Shaka Samvat       | 961 – 962               |
| - Kali Yuga          | 4140 – 4141             |
| Iransk kalender      | 417 – 418               |
| Islamisk kalender    | 430 – 431               |

Konge i Danmark: Knud 3. Hardeknud 1035-1042
Se også 1039 (tal)

## Begivenheder
- Duncan 1. af Skotland marcherer sydover med sin hær for at belejre Durham i Northumbria, men besejres.
- Henrik 3. bliver konge i det tysk-romerske rige; han kejserkrones først 1046.

## Dødsfald
- Konrad 2., Tysk-romersk kejser